# LCR測試儀

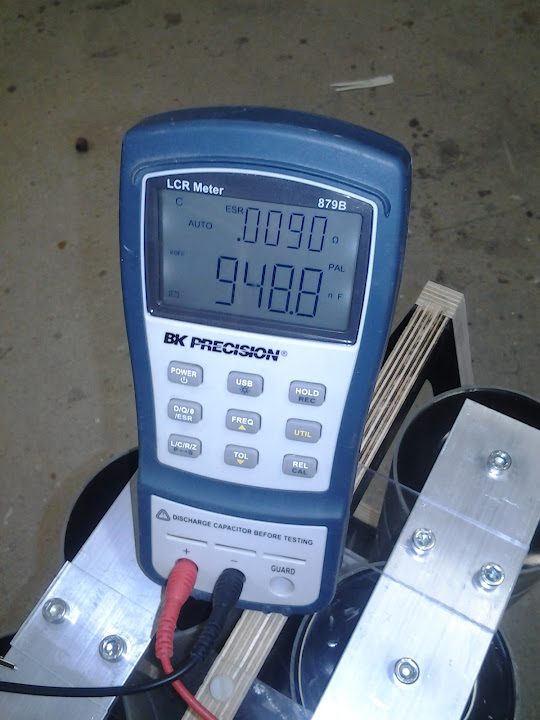
手提式LCR測試儀

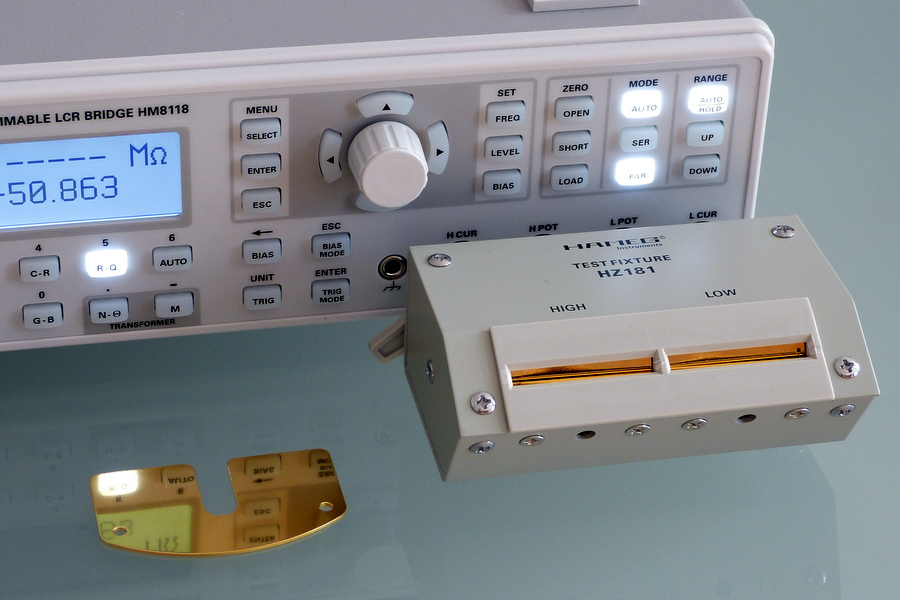
帶 4 線接口的桌上LCR測試儀

LCR測試儀是一種電子測試設備，用於測量電子元件的電感（L）、電容（C）和電阻（R）。在一些簡單的測試儀中，它們會首先量度阻抗，並顯示由此轉換而來的電容或電感值。如果被測器件沒有明顯的電阻分量，這種方法得出的讀數應該相當準確。更高級的測試儀會測量電感元件的電感和Q 因數，或電容器的電容值以及等效串聯電阻。

## 操作
通常，被測器件會接上交流電。測試儀會測量被測器件兩端的電壓和流過被測器件的電流。測試儀可以通過電壓與電流的比率確定阻抗的大小。更先進的測試儀除了測量會阻抗，也會測量電壓和電流之間的相位角，並以此計算等效電容或電感和電阻。對於電感元件和電容器，儀表會採用並聯或串聯等效電路。以電容器為例，理想電容器除了電容外沒有其他特性，但現實世界中並沒有的理想電容器。所有真正的電容器都有少量電感和電阻。這些少量的電感和電阻可以看作是與理想電容器串聯或併聯的電感或電阻。電感器也是如此。而由於電阻器的構造方式，即使電阻器也可能具有電感和電容。最通用的假設是測量電感時使用串聯等效電路（如電感器線圈電線的電阻），而測量電容時使用並聯等效電路（如電容器電極片之間電阻）。
LCR測試儀也可用於測量永磁同步摩打中相對於轉子位置的電感變化。但永磁同步摩打轉動時的產生反電動勢有機會會對一些設計用於測量電子元件的LCR測試儀造成破壞。因此實際操作時務必小心。
高級LCR測試儀的可選測試頻率通常為 100 Hz，120 Hz，1 kHz，10 kHz和 100 kHz 。測量範圍和準確度通常會隨測試頻率變化而變化。因為隨著測試頻率的變化，特定組件（即電感器或電容器）對電路的影響也會隨之變化。
部分桌上LCR測試儀可進行100khz以上的測試。它們通常提供在交流信號上疊加直流電壓或電流的選項。低端LCR測試儀可能會容許外接設備來提供直流電壓或電流，而高端設備則內置有直流電壓或電流供應器可供選擇。此外，桌上LCR測試儀通常允許使用特殊接口來測量SMD元件、空心線圈或變壓器。

## 電橋電路

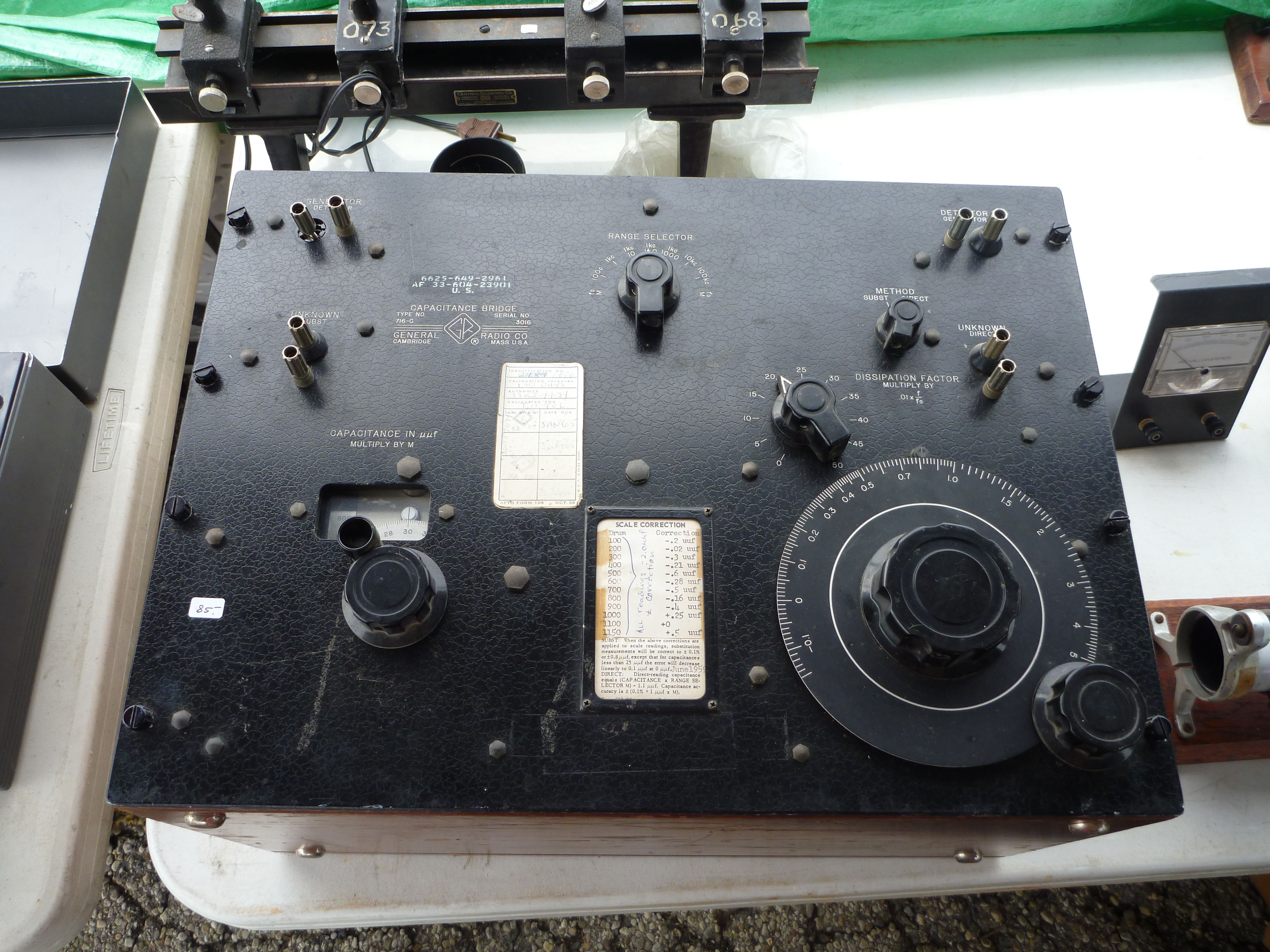
通用无线电型号 716-C 电容电桥。该型号于 1940 年代初期投產，並在整个 1950 年代和 1960 年代持續生產

電感、電容和電阻也可以通過各種電橋電路進行測量。它們通過調整可變標準元件，並觀察檢測器的信號來得知結果，而不是測量阻抗和相位角。
早期的商用 LCR 電橋使用了多種技術，主要涉及匹配或“消除”來自單一信號源的兩個信號。第一個信號使用測試元件來生成，第二個信號則使用已知電感和電容值的標準元件生成的。這些信號通過檢測器“相加”。當通過改變標準元件的值並在檢測器中得到“零”時，可以假設通過測試元件的電流幅度等於標準值，並且相位恰好是反向。此時，通過觀察使用的標準元件則可以直接獲得測試元件的讀數。

## 外部鏈接
- "LCR meter measurement principles" （页面存档备份，存于）, HIOKI E.E. CORPORATION.
- "LCR Primer" （页面存档备份，存于）, IET Labs Inc., April 2012.

1. ↑  . www.hioki.com.   [2023-06-23]. （原始内容存档于2023-06-23） （英语）.
2. ↑  Yeh, Hao-Chieh; Yang, Sheng-Ming. . IEEE Access. 2021, 9  [2023-06-23]. ISSN 2169-3536. doi:10.1109/ACCESS.2021.3060774. （原始内容存档于2023-10-21）.
3. ↑  . www.electronics-notes.com.   [2023-06-23]. （原始内容存档于2023-06-23）.